# 作戦要務令
作戦要務令（さくせんようむれい）は、大日本帝国陸軍の軍令として、陣中勤務や諸兵科の戦闘について、訓練方法等を示した戦術学の教範 である。戦術研究の際に参照される。略して作要という。

## 沿革
1938年（昭和13年）軍令陸第19号として全軍に公布された。それまでも陣中要務令（1924年（大正13年）8月）と戦闘綱要（1929年（昭和4年）2月）があったが、重複した内容が多く、作戦要務令は両者を統合し、支那事変（日中戦争）の戦訓を採り入れ、対ソ戦を想定して作られた。典範令でいう令の一種。陸上自衛隊の野外幕僚勤務・野外令はこれを参考に制定された。
「軍ノ主トスル所ハ戦闘ニアリ」で始まる作戦要務令は、1938年（昭和13年）2月9日参謀総長と教育総監が共に上奏（列立上奏という。）して天皇の裁可を得て制定された。旧陣中要務令を継承した第一部と旧戦闘綱要を継承した第二部で構成されていたが、1939年（昭和14年）10月に第三部が、1940年（昭和15年）3月に第四部が附加された。第一部には陣中勤務について記され、第二部には戦闘について、第三部は輸送・補給など後方勤務に記されていた。第四部はガス戦や上陸戦の要領について記されていたが、第四部のみ「秘扱い」となっていた。
陣中勤務や戦闘についての綱領は1889年（明治22年）9月の「野外要務令草案（陸達142号）」からあったが、長らく外国の影響を受けた内容であったため、作戦要務令制定にあたっては日本独自の戦術思想の確立を目指したという。
敗戦に伴い、1945年（昭和20年）11月30日付け陸達第68号で廃止された。

## 内容
作戦要務令は三部から構成されており、作戦行動の基本的な事項について定めた第一部、戦術的行動の基本的な事項について定めた第二部、後方支援等の基本的な事項について定めた第三部から成り立っている。その構成は以下のようになっている。
- 綱領　総則
- 第一部
  - 第一篇　戦闘序列及び軍隊区分
  - 第二篇　指揮及び連絡
  - 第三篇　情報
  - 第四篇　警戒
  - 第五篇　行軍
  - 第六編　宿営
  - 第七篇　通信
- 第二部
  - 第一篇　戦闘指揮
  - 第二篇　攻撃
  - 第三篇　防禦
  - 第四篇　追撃及び退却
  - 第五篇　持久戦
  - 第六篇　諸兵連合の機械化部隊及び大なる騎兵部隊の戦闘
  - 第七篇　陣地及び対陣
  - 第八篇　特殊の地形における戦闘
- 第三部
  - 第一篇　輸送
  - 第二篇　補給及び給養[3]
  - 第三篇　衛生
  - 第四篇　兵站
  - 第五篇　戦場掃除
  - 第六篇　気象
  - 第七篇　憲兵
  - 第八篇　宣伝の実施及び防衛
  - 第九篇　陣中日誌及び留守日誌
- 第四部
  - 特種陣地の攻撃
  - 大河の渡河
  - 湿地及び密林地帯に於ける行動
  - 瓦斯用法
  - 上陸戦闘

### 戦術の一般原則
作戦要務令によれば軍隊の目的は戦闘であり、戦闘の目的とは敵を殲滅して迅速に勝利することにあると定められている。戦闘に勝利するためには有形無形の戦闘要素を総合して敵に優越する威力を要点に集中発揮することが必要である。指揮官は作戦を指導するにあたっては必勝の信念を持つことが重要であり、部隊の軍紀を維持増進し、また不測の事態に直面すれば任務を踏まえた上での独断専行を行わなければならない。作戦を指導する上で指揮官は常に攻撃精神を自覚し、各部隊との協同一致に努めながら敵の意表を突く。作戦要務令は一般に戦闘において準拠すべき事項を列挙するものであり、戦術学の研究で参照されるものである。

### 戦闘指揮
戦闘において攻撃と防御の選択は基本的に任務によって決定するものである。しかし攻撃は敵の戦闘力を破砕する唯一の手段であり、やむをえない状況でなければ原則的に攻撃を試みて戦況を有利にするように努力すべきである。状況が困難であるならば防御はやむをえないが、全くの防御ではなく時期に応じて攻撃を行うことが必要である。
指揮官の戦闘指導は戦闘において主導権を保持し、敵の意表を突いて打撃を加えることを要点とする。戦闘部署を選択する際には決戦を計画する正面に対して適時兵力を集中し、他の正面に対しては最小限の兵力を使用する。この配置に際する兵力の機動のために指揮の迅速化、行軍力の発揮、夜陰の活用、各種交通手段の活用は重要な条件となる。軍隊を配置する場合では我の兵力、敵情、地形、戦闘正面などを決定する。戦闘実施において兵力の逐次投入は重大な過失となる。
指揮官は各部隊の任務を明確化し、その連携を緊密なものとするように努力すべきである。また戦闘間において指揮官は適時所要の命令を下す。

### 攻撃
攻撃の主眼は敵を包囲して殲滅することにあり、その重点は地形を判断して敵の弱点に指向すべきである。その指向性として例えば敵の戦闘力の発揮が困難となる翼側や部隊の間隙、敵の予期しない正面などがある。包囲とは敵の正面と側面を拘束することによって大きな戦果を挙げることが可能となる。包囲には両翼包囲、一翼包囲、背後包囲の種類があり、包囲を実施する場合には縦隊の併進や後方部隊の戦闘加入などがあるが、事前の準備を必要とする。包囲が困難である場合には正面攻撃によって敵の前線を突破し、その兵力を分断して局部的に包囲する。状況に応じて敵の側面や背面を攻撃するが、これは極力行動を秘匿し、迅速に急襲することが重要である。
戦闘のために前進する場合、一般に各部隊に作戦地域を区分して担当させ、必要な戦車、砲兵、飛行隊などを配属して所望の目標に対して前進させる。部隊長は命令に従って状況に予想する戦場付近の地形や道路網などを判断し、部隊の目標を定めて前進する。前進するための配置は機動を容易とし、敵に対して優勢を維持して兵力をいくつかの縦隊に区分する。仮に敵の戦車や飛行機の攻撃を受けた場合には反撃のために各部隊を短縮し、部隊を適当に再配置する。
前進中に敵を発見すればそのまま遭遇戦に突入する。遭遇戦の要訣とは先制にある。つまり敵よりも先に戦闘を準備して部隊を展開し、戦闘の初動で態勢を主導することが重要である。遭遇戦では初動が重要であるために常に指揮官は適当な処置によって情報を求めるが、基本的に遭遇戦は状況不明なままでの戦闘となる。状況が明らかになるまで時期を待つ多くの場合は遭遇戦に失敗する。したがって指揮官は敵と遭遇すれば速やかに決心を下すことが重要である。
防御陣地を構築する敵に対して機動により決戦を試みることが可能となるため、指揮官は状況により敵陣地を迂回するかまたは陣地を攻撃するかを選択しなければならず、攻撃する場合は陣地攻撃となる。陣地攻撃は敵情や地形を調査し、攻撃の時期、方向や方法を選択する時間的猶予がある攻撃の形態であり、先制することではなく計画的な攻撃力の発揮が求められる。

### 防御
防御の主眼は地形利用、工事の施設、戦闘準備などの物質的な優位によって兵力の劣位性を補完する戦闘様式であり、火力や逆襲を実施して敵の攻撃を破砕する。防御の方式はまず陣地帯を構築してその前方で敵の攻撃を破砕するものである。ただし防御戦闘においても主導権を奪われないように、逆襲の余地を見出せば反撃する企図を持つべきである。指揮官は任務、敵情、地形などから防御の方針を決めたならば、防御計画を策定する。計画では戦闘指導の要領、陣地帯の位置、警戒の処置、連携、逆襲、防空、連絡などの事項を定める。
防御戦闘においては陣地帯の前に配置される各部隊は敵情について適時報告を行う。指揮官は状況を把握し、防御戦闘において特に重大な局面において砲兵の射撃を指揮し、陣地帯では各部隊の指揮官の責任に基づいて陣地に配置して戦闘動作を準備する。砲兵の射撃と連携して歩兵も所要に応じて重火器で予め準備しておいた要点に対して火力を集中して火網に侵入した敵部隊を破壊する。
敵の攻撃が我の陣地の前で頓挫した場合には各部隊の指揮官は一般状況と指揮官の戦闘指導を踏まえた上で逆襲を実施して敵を撃滅する。このさいに一部の守備兵力を陣地に残置することで連携を維持することが求められる。また敵の陣地への侵入を許した場合は直ちに隣接する部隊の火力を集中してこれを攪乱し、予備兵力の投入によって逆襲を行って突破を食い止める。この逆襲は敵の不意を突くことが大事であり、敵の側面や背後に対して急襲を行うことが有利である。防御戦闘において逆襲に止まらない全面的な攻撃に入る場合は攻勢移転を行うこととなる。攻勢移転の実施においては敵の主力を陣地帯の正面で拘束しながら有力な部隊でその側背に対して包囲を行う。

## 評価
- 戦術教範として名文と評価されることもあるが、精神面を強調した事や典範令としての権威を求めたために観念的な文章になったことが欠点と指摘される[誰によって?]。
- 戦後になり、企業経営にも役立てられるようになる。菅谷重平が1960年（昭和35年）に『企業作戦要務令』を執筆し、1976年（昭和51年）には偕行社副会長の大橋武夫（陸軍中佐、陸士39期）が作戦要務令を平易化して出版した。1978年（昭和53年）には日本文芸社が「現代企業に生かす軍隊組織」を副題に出版している。